# David Chevalier
David Chevalier es un deportista francopolinesio que compitió en judo. Ganó dos medallas en el Campeonato de Oceanía de Judo en los años 2006 y 2011.

## Palmarés internacional
| Campeonato de Oceanía | Campeonato de Oceanía | Campeonato de Oceanía | Campeonato de Oceanía |
| Año                   | Lugar                 | Medalla               | Categoría             |
| --------------------- | --------------------- | --------------------- | --------------------- |
| 2006                  | Papeete (Francia)     | Medalla de plata      | –90 kg                |
| 2011                  | Papeete (Francia)     | Medalla de bronce     | –90 kg                |